# Äon (Thelema)
Ein Äon (griech.: αἰών (aiṓn), Zeitalter) ist in der neureligiösen Lehre Thelema ein 2160 Jahre dauernder Zeitabschnitt der Menschheitsgeschichte.

## Lehre von den Äonen
Aleister Crowley, Verfasser des für Thelema wichtigen Buches Liber AL vel Legis, postulierte vier nach den ägyptischen Gottheiten Isis, Osiris, Horus und Maat benannte Äonen. Gleichzeitig bedeute das Entstehen des Buches im Jahr 1904 den Beginn eines neuen Äons, das des Horus. Eine Verwendung ägyptischer Götter gab es auch im Hermetic Order of the Golden Dawn, dem Crowley angehörte.

### Übersicht
| Isis-Aeon                          | Osiris-Aeon                        | Horus-Aeon                             | Maat-Aeon                             |
| ---------------------------------- | ---------------------------------- | -------------------------------------- | ------------------------------------- |
| 2420 v. Chr. bis 260 v. Chr.       | 260 v. Chr. bis 1900 n. Chr.       | 1900 n. Chr. bis 4060 n. Chr.          | 4060 n. Chr. bis 6170 n. Chr.         |
| Frühlingspunkt im Sternbild Widder | Frühlingspunkt im Sternbild Fische | Frühlingspunkt im Sternbild Wassermann | Frühlingspunkt im Sternbild Steinbock |
| Polytheismus                       | Monotheismus                       | Deus est Homo                          | ?                                     |
| Alles ist Eins                     | zweiwertige Logik                  | mehrwertige Logik                      | ?                                     |

## Die Äonen

### Isis-Äon
Das Isis-Äon ist das Äon des Matriarchats. Weltanschauliche Merkmale sind unter anderem der Glaube, in der eigenen Sippe wiedergeboren zu werden, und der Ahnenkult als Basis der religiösen Vorstellungen. Die Welt (Natur) gilt als heilig. Die Erde als die Große Mutter garantiert die Wiedergeburt und Ernährung allen Lebens. Sie ist die eine Urgöttin, die andere Urgöttin ist die kosmische Göttin als Schöpferin des Universums. Beide sind allerdings nur zwei Aspekte einer Dreifaltigen Göttin, die nie ganz voneinander getrennt sind. Der Gegenpart und Gefährte der Großen Göttin ist ein Heros oder Gehörnter Gott. Es handelt sich um sakrale Gesellschaften.

### Osiris-Äon
Das Osiris-Äon, bekannt auch als das Fischezeitalter, ist das Äon des Patriarchats. Es gibt zahlreiche Pantheon-Vorstellungen mit einer dominierenden männlichen Gottheit, im Judentum und Christentum wird an einen transzendenten Gottvater geglaubt (während im Islam die Darstellung Gottes als „Vater“ strikt abgelehnt und kompromisslos zwischen Vater und Schöpfer unterschieden wird). Ebenso ist Osiris der Gott des Todes, der unmittelbar mit dem Leid in Verbindung gebracht wird. Siehe auch den Wechsel des Isis- und des Osirisäons unter Achsenzeit.

### Horus-Äon
Das Horus-Äon, bekannt auch als das Wassermannzeitalter, ist das Äon des Kindes. Wie in Magick  beschrieben geht es in diesem Äon nicht um den Glauben an einen Gott oder Gottheiten, sondern um Gewissheit, die wissenschaftlich erforscht werden soll mit dem Ziel, selbst Gott zu werden bzw. mit der Gottheit zu verschmelzen.

### Das Äon der Maat
Im Liber AL vel Legis (AL III:34) wird angedeutet, dass ein anderer Gott kommen wird, der Horus ablöst. Aleister Crowley vermutete, das nächste Äon sei das der Maat, der Göttin der Gerechtigkeit. Aus diesem Grund war er der Meinung, man sollte schon jetzt nach der Gerechtigkeit als Ideal streben.
Charles Stansfield Jones (Frater Achad) erklärte 1948 das Äon des Horus für beendet und war der Meinung, das Äon der Maat habe begonnen. Seine Schriften über die Maat wurden nie verlegt und sind, weil er von den meisten Thelemiten nicht ernst genommen wurde, in Vergessenheit geraten.
1974 channelte Maggie Ingalls (Nema Andahadna) das Liber Pennae Praenumbra. Darin wird das Äon der Maat und IPSOS als Wort für dieses Äon verkündet. Sie schickte das Liber Pennae Praenumbra an Kenneth Grant, welches er dann in sein Werk Outside The Circles Of Time einfließen ließ, da er darin „einen Schlüssel zum transäonischen Verständnis der Magie“ sah. Grant, Oberhaupt des Typhonischen Orden (damals Typhonian O.T.O.), erklärte, die Äonen seien nicht als linear und aufeinanderfolgend zu verstehen, sondern existierten parallel, so dass man sie durch verschiedene Bewusstseinszustände erfahren kann.